# 时钟塔 (卢卡)
43°50′36.27″N 10°30′15.15″E / 43.8434083°N 10.5042083°E
时钟塔（意大利语：Torre dell'Orologio）是意大利卢卡的一座中世纪古塔（大约13世纪），位于菲伦戈街（via Fillungo），高50米，是自中世纪以来到今天该市的130座塔楼中最高的一座。
该塔内部的207级木制楼梯仍然保存完好。今天，塔向公众开放，2000年前进行修复。 

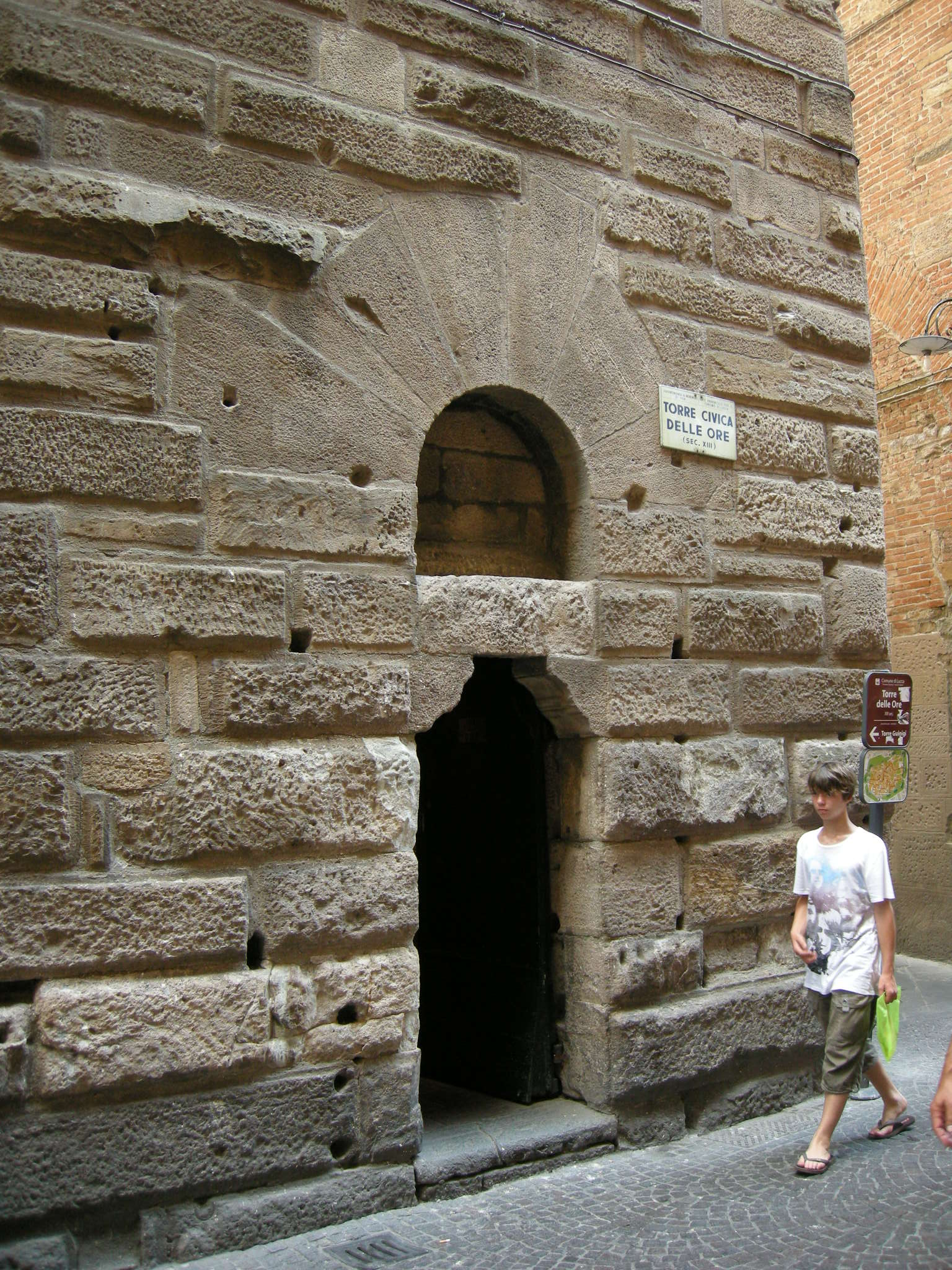
入口
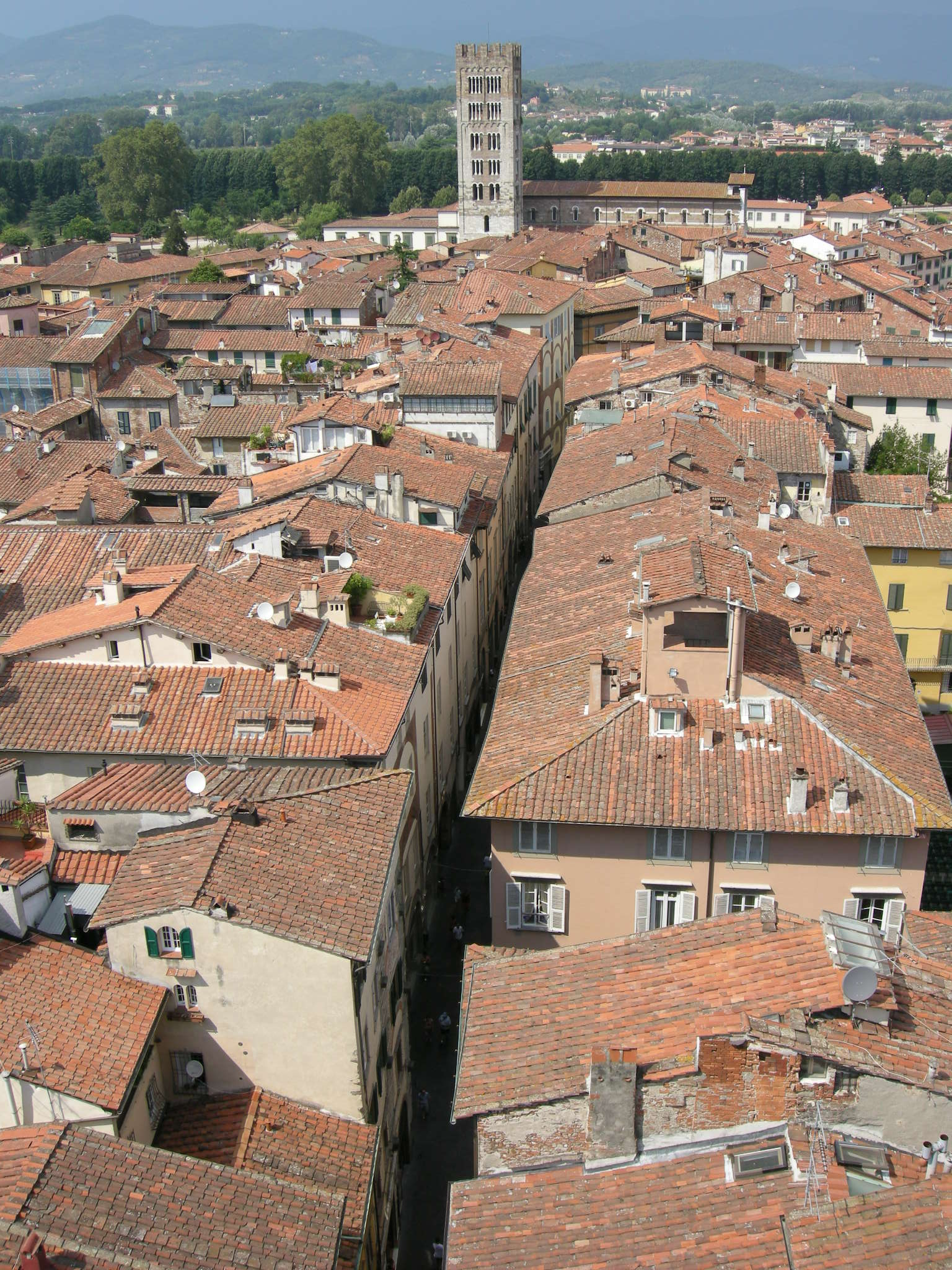
菲伦戈街